# Dolganes
Cet article concerne le peuple dolgane. Pour la langue dolgane, voir Dolgane.
Les Dolganes (en russe : долганы) forment un peuple dont l'origine se trouve être toungouse. Les Dolganes parlent le dolgane, un dialecte principalement issu de la langue iakoute (sakha) qui a été influencé par l'évenki, une langue toungouse. La plupart des Dolganes vivent dans le kraï de Krasnoïarsk en Russie. Ils se donnent le nom de Dolganes, Tya kihi ou Haka (долган, тыа киhи, hака).

## Histoire

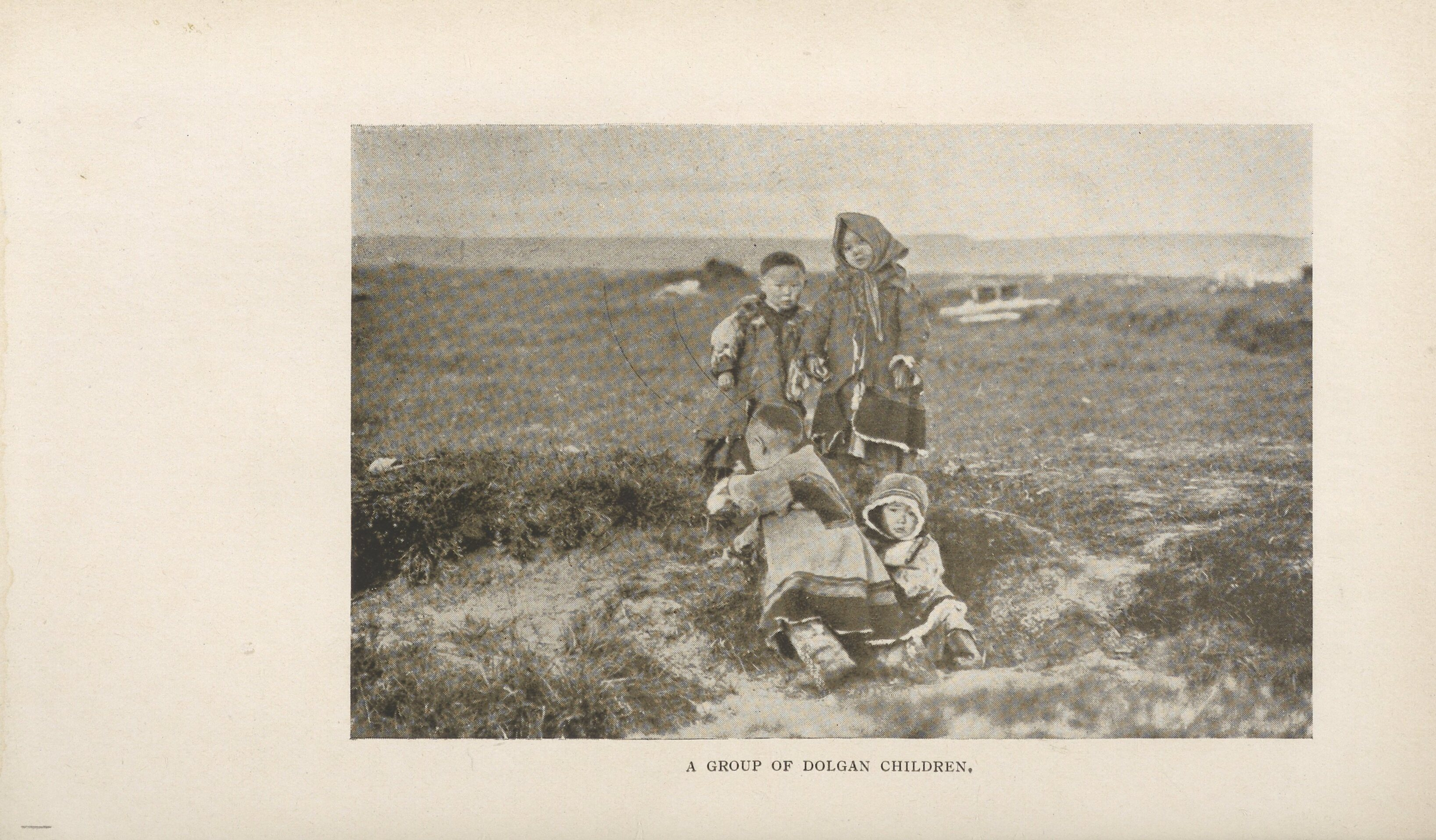
Enfants dolganes en 1916, photographie par Maria Antonina Czaplicka.

Selon le recensement russe de 2002, 7 261 Dolganes habitent en Russie. Au temps de l'Union soviétique et jusqu'en 2005, il existait un okroug autonome du Taïmyr dans lequel la plupart des Dolganes vivaient. Après referendum, l'okroug a été transformé et inclus comme raïon dans le kraï de Krasnoïarsk. La capitale administrative de la péninsule de Taïmyr est Doudinka, sous administration de Krasnoïarsk ; et l'on considère la ville de Khatanga comme la capitale dolgane.

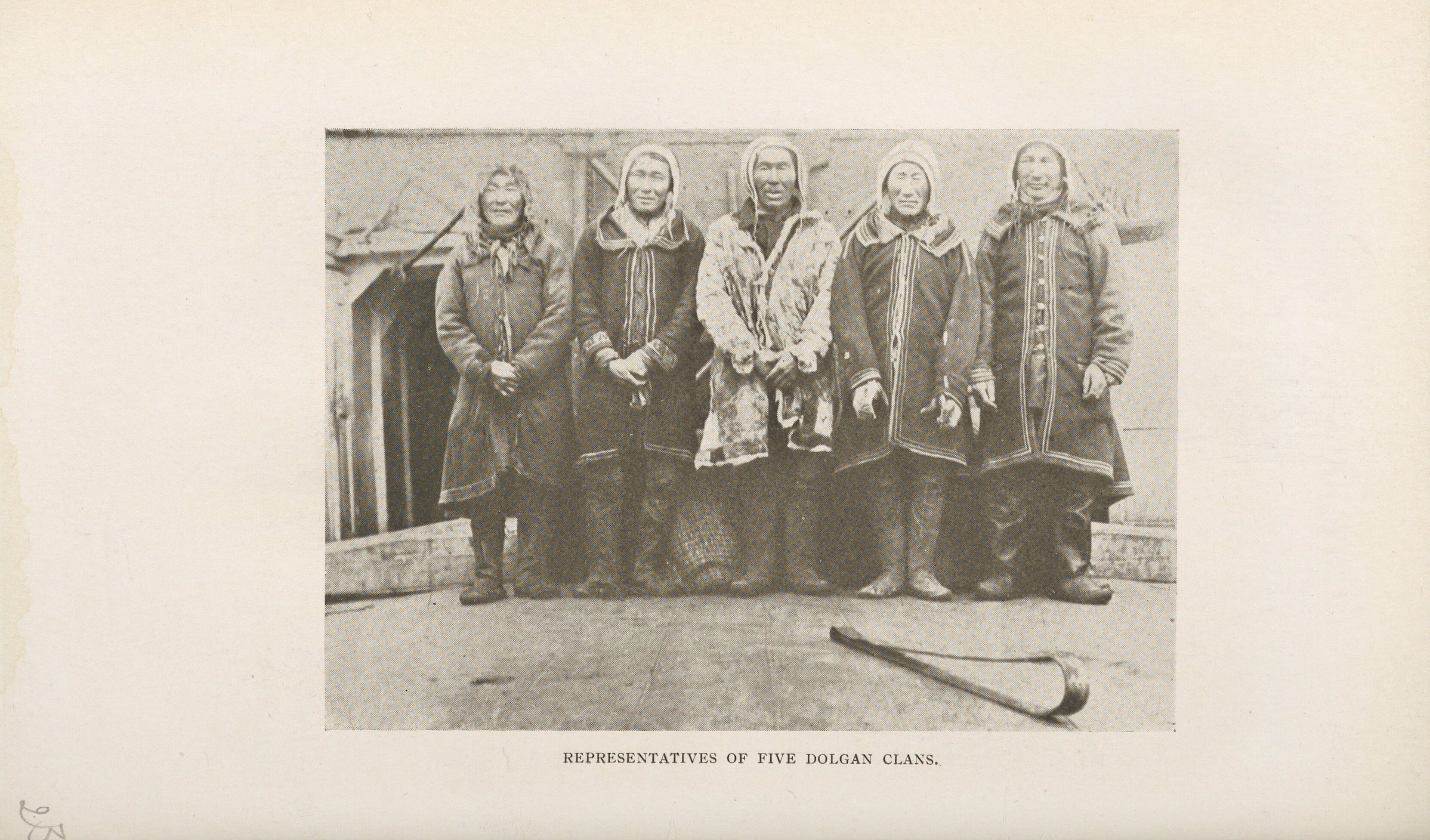
Chefs de cinq clans dolganes différents (1916).

Comme beaucoup d'autres peuples sibériens, les Dolganes étaient des nomades, élevant des rennes en plus des chasses, pêches et cueillettes. Pendant la période soviétique, ils ont été contraints à la sédentarisation et au travail dans des kolkhozes. Ils y élevaient des rennes, chassaient, pêchaient... Depuis la dislocation de l'Union soviétique, certains Dolganes sont redevenus semi-nomades (environ 300 en 2006). Le commerce des défenses de mammouths (congelés dans le pergélisol de la péninsule de Taïmyr) constitue une ressource économique croissante.

## Identité

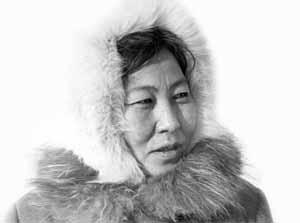
La poétesse russe d'ethnie dolgane Ogdo Aksënova.

L'identité dolgane est complexe. Les Dolganes actuels se constituent à partir du XVIIe siècle autour de nomades Toungouses appelés "Dolganes" ou "Dulanes", et de Iakoutes relativement sédentaires ; puis de colons russes au cours de l'extension de l'Empire russe. Après deux siècles de cohabitation dans des régions arctiques et dans le voisinage des populations samoyèdes (nganassanes, énètses), la société dolgane a été redéfinie dans les années 1920-1930, comme groupe ethnique singulier.
La poétesse Ogdo Aksënova a posé les bases, au XXe siècle d'une littérature écrite dolgane,.
La plupart des Dolganes sont orthodoxes, mais cela n'exclut pas d'anciennes pratiques animistes et chamaniques. Ces pratiques se maintiennent encore aujourd'hui : sous la répression par le pouvoir soviétique, les chamanes disparaissent mais pas l'imaginaire et les symboliques qui se transforment toujours. Actuellement, un groupe de protestants évangéliques essaierait aussi de convertir les Dolganes.